# Aladdin en de wonderlamp (film)
Aladdin en de wonderlamp (世界名作童話 アラジンと魔法のランプ, Sekai meisaku dōwa - Arajin to mahō no ranpu, letterlijk: Wereld meesterwerk sprookje - Aladin en de magische lamp) is een Japanse animefilm door Toei Animation uit 1982, gebaseerd op het gelijknamige verhaal uit Duizend-en-één-nacht.

## Rolverdeling
| Acteur              | Personage                         |
| ------------------- | --------------------------------- |
| Kazuo Kamiya        | Aladdin                           |
| Keiko Suzuka        | prinses Boudour                   |
| Kazuo Kitamura      | de slaaf van de lamp en de Sultan |
| Kikuo Kaneuchi      | de tovenaar                       |
| Reiko Nanao         | Aladdins moeder                   |
| Yoshisada Sakaguchi | de slaaf van de ring              |

### Nederlandse bewerking
- Robert van 't Woud
- Dick Scheffer
- Renée Menschaar
- Hans Hoekman
- Wim van Wageningen
- Hellen Huisman

## Uitgave op VHS en dvd
De Nederlandstalige versie is uitgegeven door PDMagnetics op VHS-cassette, en is in 2002 op dvd uitgegeven door Multistock Entertainment B.V., Nijmegen.
Tot op heden is deze film nog nooit op dvd uitgebracht in Japan, echter is de Japanse versie wel beschikbaar op de Italiaanse dvd-uitgave.